# Annie van Ommeren-Averink
Hanna Jacoba (Annie) van Ommeren-Averink (Enschede, 28 mei 1913 - Amsterdam, 1 februari 1991) was een Nederlands politicus.
Van Ommeren-Averink was lid van de CPN, waarvoor zij zowel in de Tweede als Eerste Kamer zitting had. Ze maakte diverse reizen naar de Sovjet-Unie en China en werkte mee aan de bouw van de ondergrondse in Moskou.
Jeugdbond
Na kort bij de Arbeiders Jeugd Centrale te hebben gezeten stapte Van Ommeen-Averink over naar de Communistische jeugdbond. In 1930 werd ze als zeventienjarige als begeleider uitgezonden naar een internationale ontmoeting van jonge pioniers in Berlijn. Van daaruit vertrok ze met een Russisch schip via Hamburg naar Leningrad en vandaar verder naar pionierskamp Artek.
Verzet tijdens de Tweede Wereldoorlog
Nadat ze de oproep voor de Februaristaking had verspreid, dook zij onder. In 1944 werd zij aangesteld om Jaap Brandenburg te vervangen. Behalve bij de Februaristaking was zij betrokken bij hulp aan onderduikers. Ze organiseerde in 1943 het Haarlemse gewapende verzet, waarvan ook Hannie Schaft en Cor Rusman deel uitmaakten.
Privé
Van Ommeren-Averink is de moeder van freelance journaliste Anita van Ommeren.
- Biografisch Portaal: 53244605
- International Standard Name Identifier: 0000 0003 8890 5121
- Nederlandse Thesaurus van Auteursnamen: 071161481
- Parlement.com: vg09ll3t8vz0
- Virtual International Authority File: 282182164
- WorldCat: E39PBJtXbyfxpvVvGJv4YTXWXd